# أليس أندرسون
أليس أندرسون (بالإنجليزية: Alice Anderson)‏ هي كاتِبة وشاعرة أمريكية، ولدت في 20 مايو 1966 في تلسا في الولايات المتحدة.